# Олімпійський музей
Олімпійський музей — центр наукових досліджень у галузі олімпійського спорту, олімпійської освіти і виховання. Був відкритий у Лозанні 23 червня 1993 року.
Ідея створення музею належить П'єру де Кубертену. Він був створений тільки при Президенті МОК Хуану Антоніо Самаранчу.

## Будівля музею
Будівля музею побудована з білого мармуру, який подарував уряд Греції. Колір нагадає про грецьке походження Олімпійських ігор. Довжина музею 70 м. Музей має п'ять поверхів, але два з них розміщені під землею. Таким чином музей не порушив гармонію місцевості.
Автори проекту Педро Рамірес Васкес (Мексика) та Жан-П'єр Кахен (Швейцарія) символізували партнерство представників
двох різних культур.
Музей оточує парк. На його території встановлена багато скульптур на спортивну тематику, серед яких найбільшу популярність здобули «Американський атлет»
Огюста Родена і «Футболісти» Нікі де Сен Фаль.

## Мета музею
Діяльність Олімпійський музей спрямована на просування цінностей спорту і олімпізму. Реалізується вона у наступних напрямах:
- Обмін інформацією та передовим досвідом.
- Заохочення співпраці із загальних питань, з якими стикаються члени Олімпійського руху.
- Робота над загальними проектами, зокрема над виставами, освітніми програмами, заходами, управлінням колекціями, зв'язком та комерційним розвитком.
- Пошук шляхів для масштабної роботи мережі олімпійських музеїв з метою підвищення ефективності і досягнення економії.

Станом на 2018 рік Олімпійська мережа музеїв складається з 22 музеїв у різних країнах світу, які тісно співпрацюють і доповнюють матеріали один одного.
При музеї працює Центр олімпійських досліджень.

## Експозиція музею
Колекція музею нараховує понад 10 000 експонатів. Це найбільший у світі музей спортивної тематики. На трьох поверхах постійна експозиція висвітлює три основні теми: «олімпійський світ», «Олімпійські ігри», «олімпійський дух». Є окремі зали для виставок, приміщення для перегляду архівних матеріалів.
У музеї зберігається найбільша у світі експозиція епохи Стародавньої Греції. Багато експонатів були отримані від інших музеїв. Експонати показують історію олімпійського руху, його нинішній стан і перспективи. Музей зберігає повну колекцію автографів олімпійських медалістів та смолоскипів для олімпійського вогню, починаючи з Ігор 1936 року. Унікальною є колекція монет і марок, олімпійських медалей та іншої символіки. Значну частину колекції становлять предмети образотворчого мистецтва: скульптури, чорно-білі і кольорові фотографії, магнітні диски, платівки, відеокасети, одяг, спортінвентар, документи тощо.
Під час проведення кожних Олімпійських ігор та після них музей спрямовує свою роботу на отримання символічної атрибутики, такої як медалі, офіційні плакати, талісмани й інвентар спортсменів переможців та артефактів, що ілюструють олімпійські цінності, церемонії та Олімпійську спадщину. Український олімпійський чемпіон з фристайлу Олександр Абраменко у лютому 2018 року на прохання Олімпійського музею передав до його експозиції «золоту» лижу виробництва мукачівської фірми TISA зі своїм автографом.

## Галерея

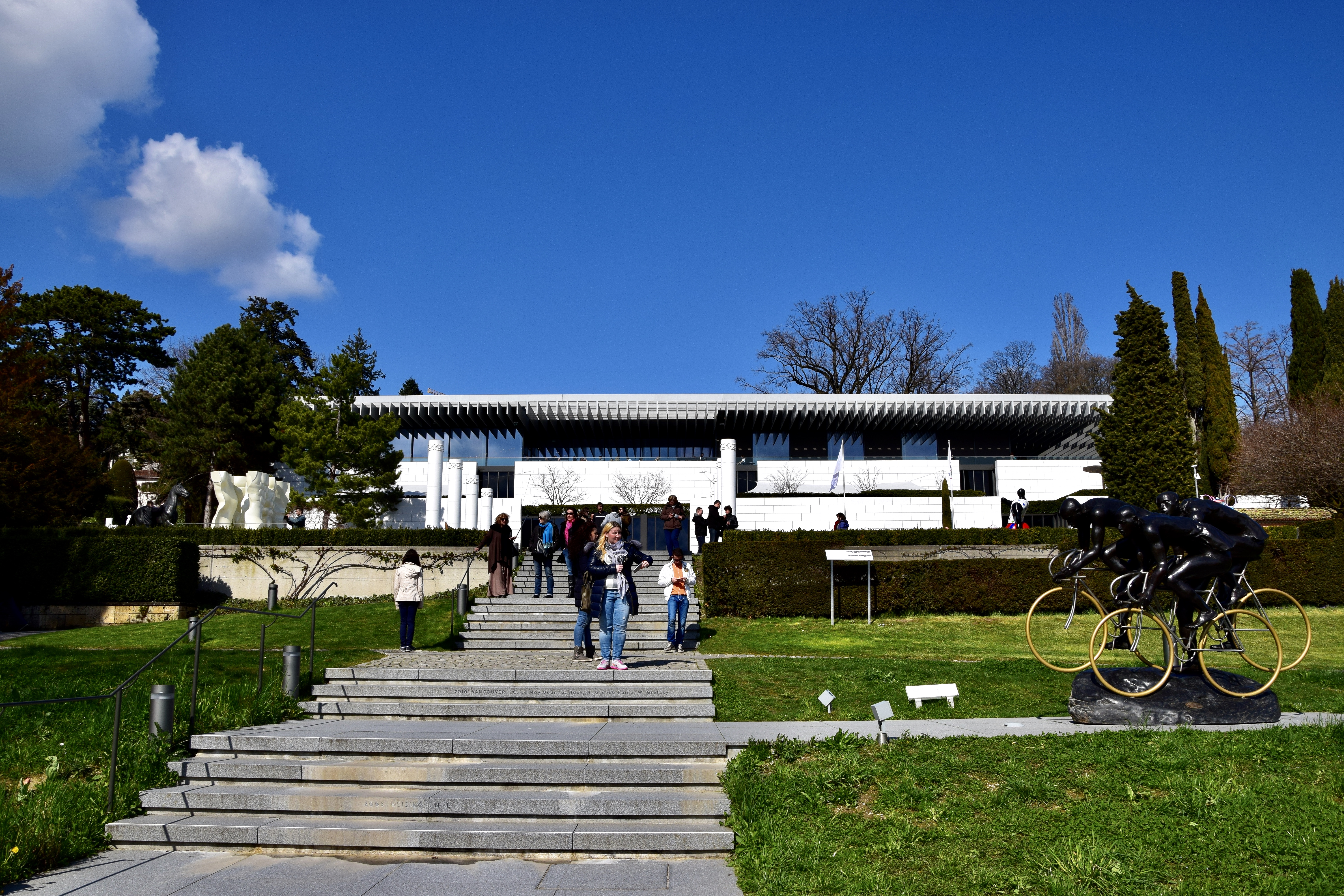
Вид на Олімпійський музей
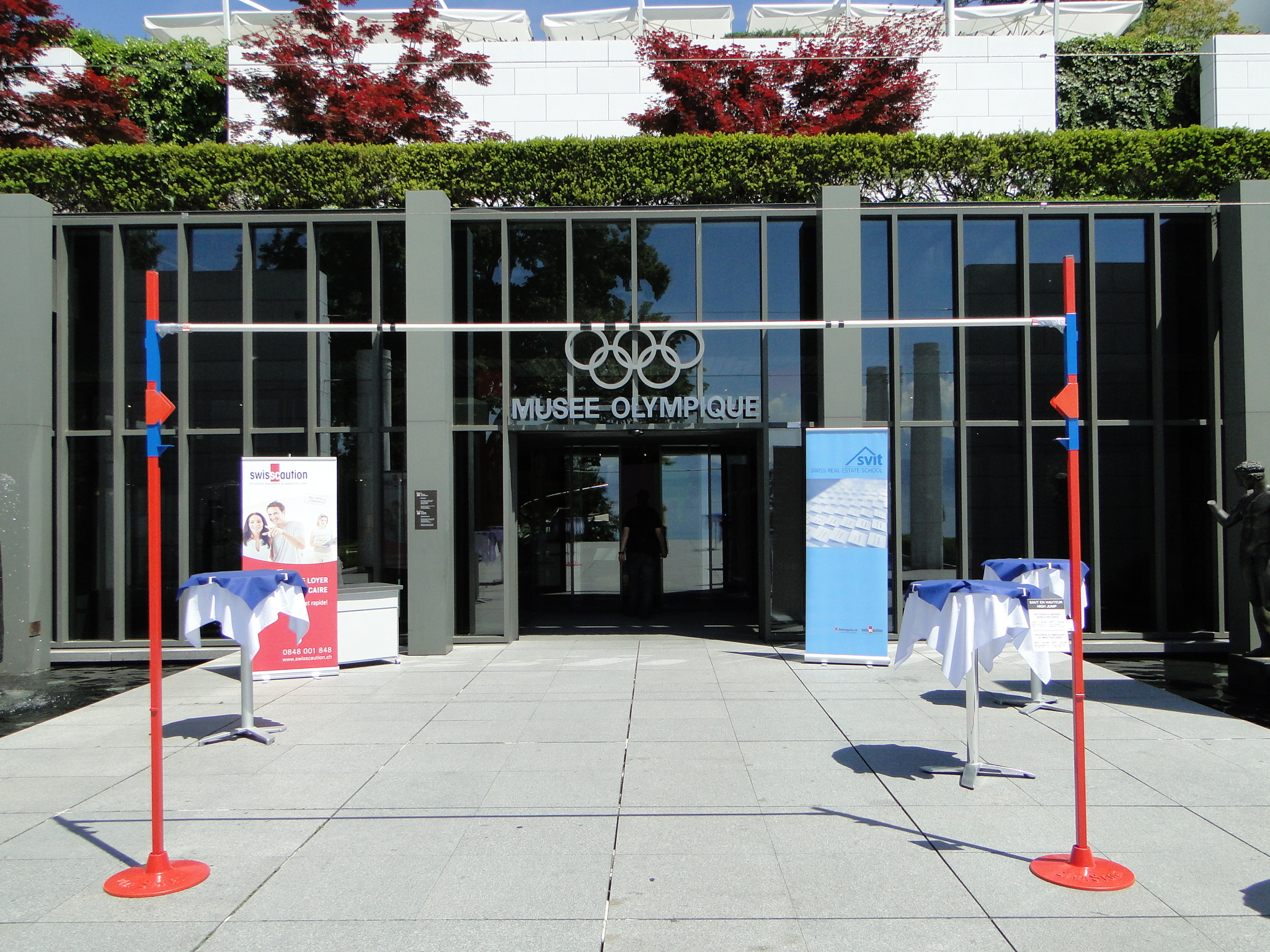
Вхід у музей
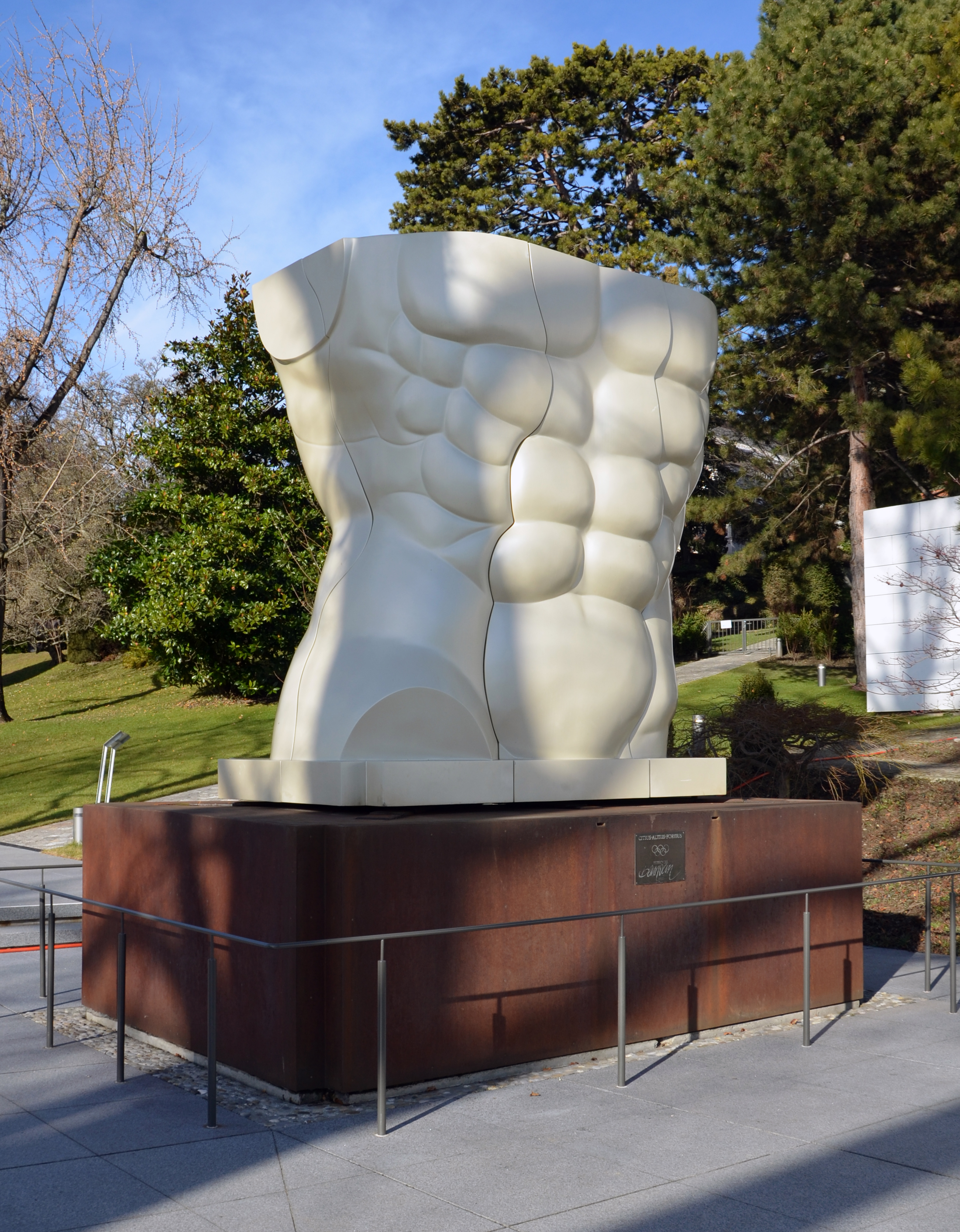
Скульптора іспанського скульптора Мігеля Беррокаля «Швидше, вище, сильніше» перед музеєм
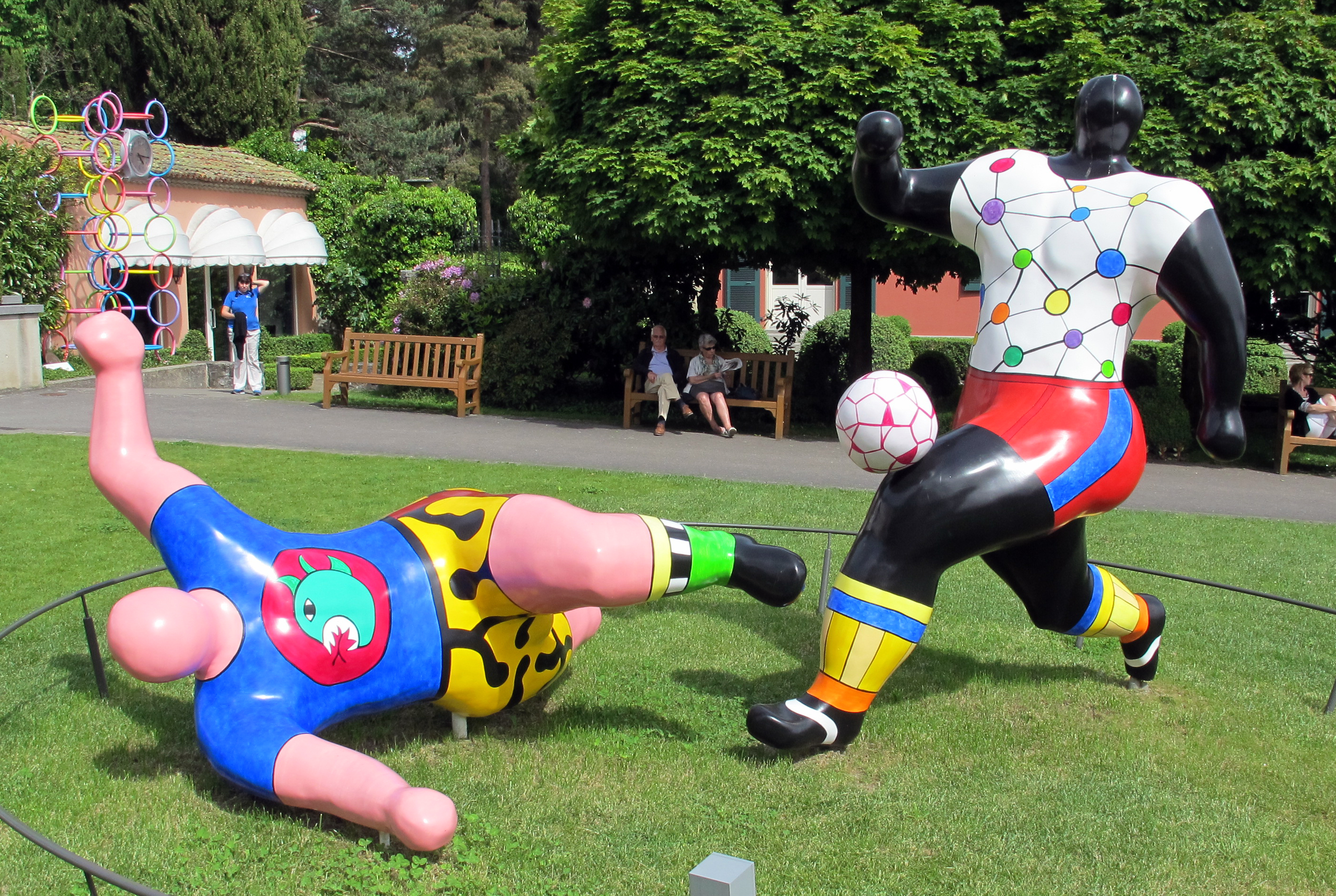
Скульптура «Футболісти» Нікі де Сен Фаля
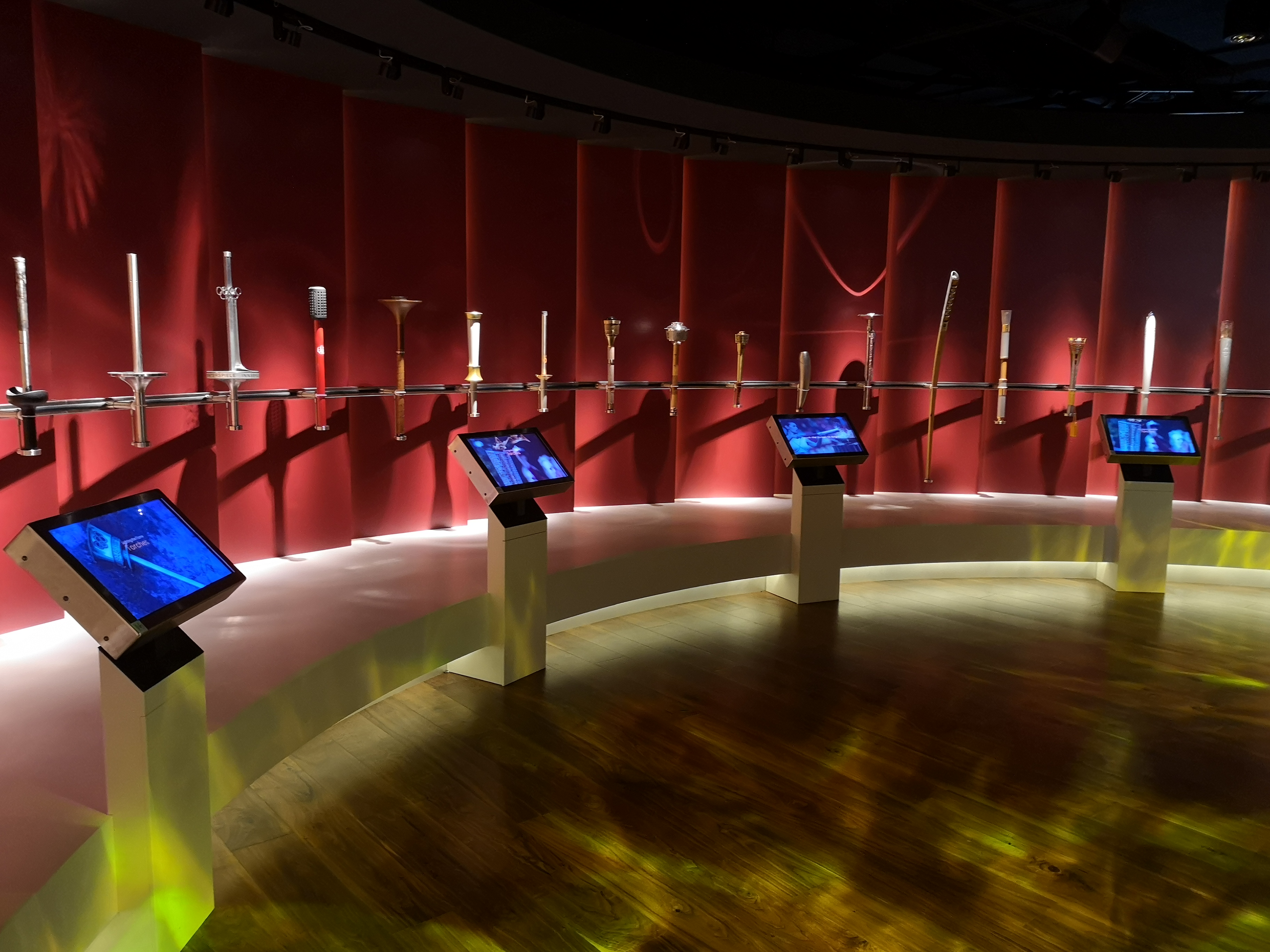
Колекція смолоскипів олімпійського вогню